# Teologie doktor
Teologie doktor är en titel som erhålls genom doktorsexamen (doktorsgrad) från teologisk fakultet.

## Sverige
Fram till 1900-talets början utdelades teologie doktorsgraden av konungen som ett hedersvedermäle. Detta skedde ofta i samband med en större tilldragelse, som en kröning eller en jubelfest. Från 1900-talets början utdelas titeln teologie doktor på grundval av disputationen.
Examen består av totalt 240 högskolepoäng, motsvarande fyra års heltidsstudier, varav minst 120 högskolepoäng ska utgöras av doktorsavhandlingen. Studierna inkluderar också kurser (ofta cirka 60 högskolepoäng) och seminarier.